# Pier Luigi Vercesi
Pier Luigi Vercesi (Corteolona, 23 aprile 1961) è un giornalista italiano. Dal settembre 2023 dirige la cronaca milanese e lombarda del Corriere della Sera.

## Biografia
Pier Luigi Vercesi inizia i suoi studi nel 1979 presso l'Università degli Studi di Pavia, dove si laurea in Economia e Commercio nel marzo 1984 con una tesi sullo sviluppo economico dell'Africa occidentale. 
Durante gli anni dell'Università collabora con molta assiduità a La provincia pavese, il quotidiano di Pavia. Dopo la laurea lavora per un breve periodo come auditor presso la multinazionale americana di revisione contabile e consulenza Arthur Andersen (oggi Accenture) e per un breve periodo presso l'UNIDO come jpo a Kinshasa (Zaire). Tornato in Italia comincia a lavorare presso il mensile Largo consumo e dopo un anno, nel settembre 1986, è tra i fondatori del nuovo quotidiano economico Italia oggi, dove lavora fino all'aprile del 1989 prima alla redazione esteri, poi come capo delle pagine di economia italiana quindi come caporedattore del fascicolo finanza. 
Dal 1982 è giornalista professionista, iscritto all'Ordine dei Giornalisti della Lombardia.
Nel maggio del 1989 è chiamato a Torino, a La Stampa, dall'allora direttore Gaetano Scardocchia, giornale dove lavorerà fino al maggio del Duemila ricoprendo diversi incarichi: redazione esteri, vice caposervizio economia, capo servizio cronache italiane, inviato cultura poi, nel 1996, fonda, insieme a Paolo Pietroni, il settimanale Specchio della Stampa, di cui diverrà condirettore. 
Nel maggio del Duemila lascia la Stampa per fondare il primo giornale nato direttamente su Internet, Il Nuovo, di cui diverrà direttore fino al dicembre 2002. In quell'anno comincerà a insegnare Teoria e tecniche del linguaggio giornalistico e poi Teoria e tecniche dei Nuovi Media presso la facoltà di Lettere dell'Università di Parma (lascerà l'insegnamento nel 2010). Dal 2004 al 2006 è vicedirettore vicario del quotidiano Il Tempo di Roma. Dal 2006 alla fine del 2007 è direttore del mensile Capital per poi passare al Gruppo RCS MediaGroup. 
In RCS dirige il mensile I Viaggi del Sole, Casa Amica, dal gennaio 2010 al febbraio 2012 è condirettore del settimanale femminile del Corriere della Sera Io Donna; dal 2012 al marzo 2017 dirige Sette, il settimanale del Corsera. Dal 2017 fino al marzo 2023 svolge le funzioni di inviato speciale per il quotidiano di Via Solferino per poi assumere l'incarico di capocronista di Milano e Lombardia.

## Attività collaterali
Pier Luigi Vercesi ha realizzato numerosi documentari televisivi di argomento storico sulla Roma di Nerone, sulla Germania del Novecento e sulla prima guerra mondiale. Dirige la collana di saggi "Colibrì - Il tempo storico" per l'editore Neri Pozza.  
Ha partecipato con saggi ad opere collettanee su temi di storia e in particolare di storia dell'editoria e di storia dei musei e della cultura. Dirige, insieme ad Ada Gigli Marchetti, la rivista quadrimestrale di storia dell'editoria PreText. È bibliofilo e considerato esperto di libri antichi.
È consigliere centrale della Società Dante Alighieri. È stato consulente di case editrici e fondatore della casa editrice Liber internazionale.

## Pubblicazioni
- Storia del giornalismo americano, con Sofia Basso, Milano, Mondadori Università, 2005, ISBN  978-88-882-4255-2.
- Dal nostro inviato speciale 1815-1945. Storia d'Italia attraverso le redazioni dei giornali, Valentina Edizioni, 2005, ISBN 978-88-884-4809-1.
- Dal nostro inviato speciale: 1815-1945 : storia d'Italia vista attraverso le redazioni dei giornali, 2005.
- L'Italia in prima pagina. I giornalisti che hanno fatto la storia, Milano, Brioschi, 2008, ISBN 978-88-953-9907-2.
- Ne ammazza più la penna. Storie d’Italia vissute nelle redazioni dei giornali, Collana La nuova diagonale, Palermo, Sellerio, 2014, ISBN 978-88-389-3237-3.
- Il marine. Storia di Raffaele Minichiello, il soldato italo-americano che sfidò gli Stati Uniti d'America, Collana Strade blu, Milano, Mondadori, 2017, ISBN 978-88-046-7512-9.
- Fiume. L'avventura che cambiò l'Italia, Piccola Biblioteca, Vicenza, Neri Pozza, 2017, ISBN 978-88-545-1533-8.
- Il naso di Dante, Piccola Biblioteca, Vicenza, Neri Pozza, 2018, ISBN 978-88-545-1741-7.
- La notte in cui Mussolini perse la testa. 24-25 luglio 1943, Piccola Biblioteca, Vicenza, Neri Pozza, 2019, ISBN 978-88-545-1992-3.
- Che fantastica vita, con Johnny Dorelli, Collana Vivavoce, Milano, Mondadori, 2020, ISBN 978-88-047-2462-9.
- La donna che decise il suo destino. Vita controcorrente di Cristina di Belgioioso, Collana I colibrì, Vicenza, Neri Pozza, 2021, ISBN 978-88-545-1991-6.